# Soran
Soran (in curdo Soran‎; in arabo ديانا‎?, in lingua siriaca: ܕܝܢܐ) è una città nel Governatorato di Erbil, nella regione autonoma del Kurdistan iracheno, ai confini con Iran e Turchia. Dista circa 100 km da Erbil, capitale dell'omonimo governatorato.
Conosciuta anche con il nome di Diana (in curdo Diyana‎), è la capitale del distretto di Soran, che ha una popolazione di circa 131.815 abitanti, di cui il una buona parte sono rifugiati. Il paese è cresciuto rapidamente da un piccolo villaggio a partire dal 1990.
Il nome della città deriva dalla parola curda utilizzata per indicare i "cristiani", dal momento che è stata abitata inizialmente da assiri cristiani.

## Storia
La città era originariamente abitata da assiri sebbene governata da Aghas curdo.
Il distretto di Soran è stato invaso da profughi rientrati dall'Iran, dove erano fuggiti tra il 1974 e il 1989. La popolazione è cresciuta dai 27.000 abitanti nel 1991, prima della rivolta kurda, a circa 125.000 persone negli ultimi quindici anni. La maggior parte di questi rimpatriati si stabilirono in ed intorno Soran, in attesa di ritornare ai loro villaggi distrutti dall'esercito dell'ex regime.
Il nome originale della città, Siddeeq, fu cambiato in Soran. Siddeeq fu un campo profughi costruito negli anni 1970 in cui vi si stabilirono la popolazione di etnia curda perseguitate dal regime di Saddam Hussein. Dopo la rivolta del 1991, il nome arabo di Siddeeq fu cambiato il nome curdo di Soran.
La città è situata sulla strada principale che Arbil con l'Iran attraverso Hajomaran (un sub-distretto di Choman).

## Geografia fisica

### Territorio
Soran è famosa per il suo paesaggio suggestivo e i siti storici, tra cui le sue montagne innevate e le cascate. È diventata una meta turistica per le persone provenienti da tutto l'Iraq, ed è ben noto per la cordialità della sua popolazione. Soran e il Kurdistan iracheno sono aree sicure e tranquille, molto più stabili rispetto al resto dell'Iraq. Anche se la zona centrale e meridionale dell'Iraq sono ancora a rischio, il Kurdistan è generalmente tranquillo, con rari casi di violenza e criminalità.

## Società

### Lingue e dialetti
La lingua curda è comune e utilizzata nella regione, mentre il persiano è ampiamente parlato perché un gran numero di abitanti della città sono rimpatriati dall'Iran, dove in molti sono nati e cresciuti. Gli assiri del villaggio di Hawdiyaan e Diyana parlano siriano, curdo ed arabo.

## Istruzione
La città è sede dell'Università di Soran, fondata nel 2009, attualmente composta da cinque facoltà (lettere, giurisprudenza, scienze, educazione e ingegneria, quest'ultima suddivisa nei dipartimenti di ingegneria civile, ingegneria chimica e ingegneria del petrolio).

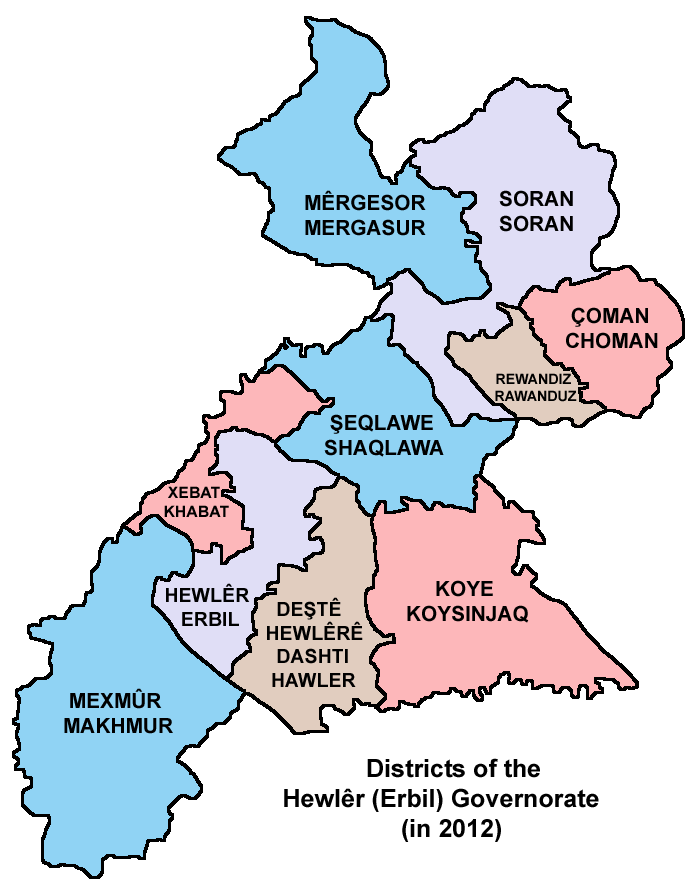
Distretti del governatorato di Arbil